# Ditrichum astomoides
Ditrichum astomoides là một loài rêu trong họ Ditrichaceae. Loài này được Limpr. mô tả khoa học đầu tiên năm 1887.